# Горовиц, Мария
Мария Горовиц (пол. Marja Horowitz; 1892, Коломыя — 25 октября 1942, там же), также известна как Мириам Горовиц — коломыйская предпринимательница, общественная деятельница и благотворительница еврейского происхождения, основатель первой в Коломыи гардинной фабрики (1924).

## Биография
Родилась Мария Горовиц в 1892 году в Коломые в семье наследников известной семьи-раввинов из Станиславова. Она была внучкой станиславского раввина Мешулама Горовица.
В начале 1920-х годов документально её имя появляется в годовом отчете Общества ригорозантов Еврейского академического дома во Львове за 1924 год как его член, проживающий в Коломые.
В справочнике «Rocznik Polskiego Przemysłu i Handlu» за 1936 год можно узнать, что Мария Горовиц вместе со своим братом Маркусом и шурином Юзефом в 1924 году основала фабрику штор и занавесок в доме на пересечении улиц Франка и Театральной. Хотя, её фабрика была внесена в государственный торговый реестр решением Окружного суда Коломыи только 10 января 1934 года.
Сама владелица и её семья имели собственное предприятие и жилье на третьем этаже трехэтажного дома. Сначала её предприятие было небольшой изделием, а затем превратилось в огромное предприятие с филиалами в городах Европы. Её фабрика быстро стала известна не только в Коломые, но и на Галичине, о чём свидетельствует объявление фабрики во львовском издании «Wschód» 1935 года выпуска о политической и хозяйственной жизни Восточной Малопольши. По свидетельствам краеведа Василия Нагирного, продукция предприятия Марии Горовиц экспортировалась в Европу (ковры) и США. По рассказам научной сотрудницы Музея истории города Коломыи Мирославы Кочержук, на фабрике работало около 700 рабочих и работниц. Интересно, что около 180 из них работали в цехах фабрики, а 500 выполняли работу дома. Женщины вышили на изготовленной в цехах сетке. Это были гардины невероятной красоты, произведения искусства, экспортируемая за границу ручная работа. Несмотря на это, по данным англоязычных еврейских источников, количество рабочих фабрики достигало 400. На фабрике предпринимателя специальных машинок было 30. Из них были и швейные машинки «Зингер», которые были приобретены Горовицами в 1925 году.
В июне 1928 года вошла в состав Исполнительного комитета подвижной промышленной выставки в Коломые.
Также предпринимательница занималась благотворительностью: неоднократно выделяла средства на деятельность Еврейской народной кухни, а также в апреле 1927 года помогла финансово Обществу опеки над бедными еврейскими детьми. Также Мария Горовиц была «поклонницей и симпатиком» Общества объединения слепых работников, основанного в 1921 году, о чём свидетельствует отчет 15 лет деятельности этого объединения. В апреле 1939 года выделила предпринимательница 1000 злотых на т. н. «противовоздушный заем» (пол. — Pożyczką Przeciwlotniczą).
После начала Второй мировой войны и присоединения Западной Украины к СССР её фабрика была национализирована советской властью.
Когда в 1941 году Коломыю оккупировали немецкие войска, брат Марии Горовиц Маркус, совладелец фабрики, возглавил юденрат в начале 1942 года. На фабрике Горовиц нацисты собирали и сортировали конфискованные у евреев мех, ювелирные изделия, которые затем отправляли во Львов.
25 октября 1942 года в кабинете главы юденрата Мария Горовиц вместе со своим братом Маркусом совершили самоубийство. По воспоминаниям коломыйских евреев, переживших Холокост, они отравились.
Мария и Маркус Горовицы были похоронены на еврейском кладбище в Коломые.

## Награды
- Кавалер Серебряного Креста Заслуги (11 августа 1937 года) — за заслуги в области профессиональной деятельности[25].

## Память
В мае 2020 автор проекта первого в Украине Музея «Небесной Сотни» в Ивано-Франковске, автор крупнейшей в Украине картины «Хроника Украины», художник из Ивано-Франковска Роман Бончук создал мурал в честь Марии Горовиц на стене дома, где была её фабрика.
Мария Горовиц в 2024 году также вошла в список девяти женщин, повлиявших на культурную и политическую жизнь Коломыи в начале XX века.